# ニトロエタン
ニトロエタン（英: Nitroethane）は、化学式C2H5NO2で表される有機化合物。常温・常圧では油状の液体。純粋なものは無色で、果実様の臭気を持つ。

## 生成
硝酸とプロパンを350–450℃で処理すると得られる。これは、ニトロエタン、1-ニトロプロパン、2-ニトロプロパンと並ぶ、主要なニトロアルカン反応である。この反応では、対応する亜硝酸エステルのホモリシスを介して、CH3CH2CH2O.などのフリーラジカルが発生する。これらのアルコキシ基は、C-Cの断片化の影響を受けやすい。

## 用途
産業的には、ヘンリー反応に利用される。
降圧薬メチルドーパの前駆体となる3,4-ジメトキシベンズアルデヒドの合成や、ベンズアルデヒドとの縮合・置換反応によりアンフェタミンの原料となる。ニトロエタンと2倍の量のホルムアルデヒドを縮合させたのち水素化すると、2-アミノ-2-メチル-1,3-プロパンジオールが生じる。さらにオレイン酸と縮合させるとオキサゾリンが生じる。プロトン化すると陽イオン系界面活性剤となる。
他のニトロ化合物と同様に、燃料の添加剤や爆薬の原料として使用される。

## 危険性
日本の消防法では、ニトロ化合物として第5類危険物（自己反応性物質）に分類される。引火点の28℃以上では、空気と混合し爆発性の気体を生じる。塩基や酸、アミン、重金属と混合したものは衝撃に鋭敏になる。ラットに経口投与した場合の半数致死量（LD50）は1,625mg/kg。摂取した場合には血液障害や麻酔作用、呼吸器への刺激性、催涙性があるが、皮膚への刺激性および発癌性は確認されていない。